# School of Life
|  | Denne artikel er oprettet af botten Steenthbot ud fra en ekstern database. Den kan derfor have sproglige fejl eller mangler. Denne skabelon kan fjernes efter kontrol af indholdet. |

School of Life er en dansk dokumentarfilm fra 2017 instrueret af Mikala Krogh.

## Handling
”School of Life” handler om en gruppe filippinske gadedrenge, der udvælges til at få et nyt liv på et center på en lille ø syd for Manila. Men paradiset varer kun et år, så skal drengene genforenes med deres familier og tilbage til den barske virkelighed. Filmen undersøger, om det er muligt for gadedrengene at ændre livsretning efter at have få en ny selvindsigt eller om hverdagslivet fyldt af fattigdom og nød sender dem tilbage til udgangspunktet. “School of life” er en film om tilfældigheder og skæbne, om at være blandt de udvalgte, om håb og om bristede drømme.